# Sośnica (Równina Gryficka)
Sośnica – wzniesienie o wysokości 39,3 m n.p.m. na Równinie Gryfickiej, położone w powiecie gryfickim, w północnym obszarze gminy Karnice, ok. 1 km na południowy wschód od wsi Lędzin, ok. 2 km na północny zachód od wsi Drozdowo.
Sośnica znajduje się na północnym krańcu Równiny Gryfickiej, przy Wybrzeżu Trzebiatowskim.
Ok. 0,8 km na północ od Sośnicy przebiega droga wojewódzka nr 102.
Na zboczu Sośnicy (ok. 200 m od wierzchołka) znajduje się stacja bazowa telefonii komórkowej Polkomtel, na której znajduje się także nadajnik RMF MAXXX Pomorze.
Nazwę Sośnica wprowadzono urzędowo rozporządzeniem w 1949 roku, zastępując poprzednią niemiecką nazwę Ficht Berg.